# Scytalopus vicinior
Scytalopus vicinior là một loài chim trong họ Rhinocryptidae.